# 中部リトアニア共和国

中部リトアニア共和国

- Republika Litwy Środkowej (ポーランド語)
- Vidurio Lietuvos Respublika (リトアニア語)
- Рэспубліка Сярэдняе Літвы (ベラルーシ語)

中部リトアニア共和国の領土（緑）

中部リトアニア共和国（ポーランド語: Republika Litwy Środkowej、リトアニア語: Vidurio Lietuvos Respublika、ベラルーシ語: Рэспубліка Сярэдняе Літвы）あるいは単に中部リトアニア（ポーランド語: Litwa Środkowa, リトアニア語: Vidurio Lietuva または Vidurinė Lietuva、ベラルーシ語: Сярэдняя Літва）は、1920年代に東ヨーロッパに存在していた国家（ただし国際承認はされていなかった）。日本語では中央リトアニア共和国や中央リトアニアなどとも称される。
中部リトアニアは1920年、ルツィアン・ジェリゴフスキ将軍率いるポーランド軍第1リトアニア＝ベラルーシ歩兵師団がヴィルノに侵攻したことにより建国された（この侵攻はポーランド空軍や騎兵隊、砲兵隊なども援護していた）。ヴィルノはかつてのリトアニア大公国の首都（リトアニア語でヴィリニュス）であったことから独立を果たしてすぐのリトアニア共和国が自国の領土であると主張しており、そのため中部リトアニアはポーランドとリトアニアの緩衝国として18か月間存続していた。1922年1月8日、中部リトアニアで選挙が行われ、数でリトアニア住民を上回るポーランド人が勝利を果たし、その結果ポーランドへの編入が決定、4月20日にポーランド議会がそれを承認した。
ポーランドが中部リトアニアを編入したことによってできた新たなポーランド＝リトアニア間の国境は、日本を含む協商国や国際連盟からは承認されていたが、リトアニアはこれを認めずあくまで「境界線」に過ぎないとしていた。1931年、ハーグの国際法廷は、ポーランドによる編入の経緯は国際法に反すると判断しているものの、編入自体は国際的に承認されている。なお、ポーランドとリトアニアの国交はその後1938年まで樹立されないままであった。

## 法的地位
中部リトアニアはポーランドからの支援によって成り立っていたと見られている。歴史家の中には、中部リトアニアは要件を満たしていない「国家」であったとする者や、ポーランドの「傀儡国家」であったとする者、あるいは「傀儡共和国」、「いわゆる国家」、「人工的に作られたもの」、「偽の」国家とまで表現する者もいる。

## 歴史

### 民族構成
18世紀末、ポーランド分割に伴いそれまでのリトアニア大公国の領土の大半はロシア帝国に支配されることとなった。ロシア帝国政府はポーランド分割によって獲得した領土においてロシア化政策を徐々に押し進めていき、1864年の1月蜂起を契機にさらに強めていった。こうした政策にはポーランド語、リトアニア語、ベラルーシ語、ウクライナ語の使用禁止なども含まれていた。しかし、こうした中でもヴィリニュス文教地区ではポーランド人の愛国主義的指導者がポーランド化を押し進めていた。同様の取り組みはリトアニア人によっても行われており、彼らの民族覚醒運動はポーランド、ロシア双方の影響を少なくしようとする試みでもあった。
中部リトアニアが建国された地域の民族構成に関しては当時の人口調査が確かなものではないために、長らく議論されている。1897年に行われたロシア帝国の調査によれば、ヴィルノ（ヴィリニュス）県（ロシア語:  Виленская губерния）の民族構成は以下の通りであった。
- ロシア人 — 4.9 %
- ウクライナ人 — 0.1 %
- ベラルーシ人 — 56.1 % （カトリック教徒を含む）
- ポーランド人 — 8.2 %
- リトアニア人 — 17.6 %
- ドイツ人 — 0.2 %
- ユダヤ人 — 12.7 %
- タタール人 — 0.1 %
- その他 — 0.1 %

他方、1916年にドイツによって行われたヴィリニュス地域の調査は上のものとは大きく異なっており、以下の通りであった。
- ポーランド人 — 58.0 %
- リトアニア人 — 18.5 %
- ユダヤ人 — 14.7 %
- ベラルーシ人 — 6.4 %
- ロシア人 — 1.2 %
- その他 — 1.2 %

どちらの調査も、各民族をどのように分類するかという点で困難が伴うものであった。例えば1890年代には、自らをリトアニア人でもありポーランド人でもある、と答える者が多くいた。リトアニアの上層階級の人々は「生まれはリトアニア人、国籍はポーランド人」と称していたとも言われる。またドイツの調査に関しては、「民族の身分を客観的に決めることは非常に難しい」と分析されている。

### 第一次世界大戦の結果

#### 政策

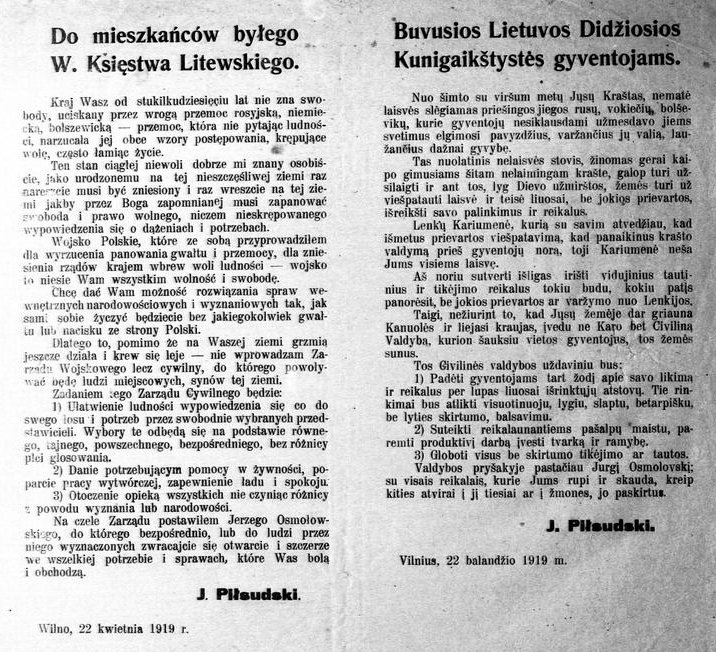
ユゼフ・ピウスツキによる「旧リトアニア大公国住民に向けた宣言書」（1919年4月）。ポーランド語とリトアニア語で書かれている。

第一次世界大戦の結果、ポーランドとリトアニアはともに独立国家となった。両者はともにヴィリニュス（ポーランド名: ヴィルノ）の領有を主張、紛争が生じた。
人口比率から言えば、ヴィリニュスにはポーランド人とユダヤ人がそれぞれほぼ同数居住しており、リトアニア人の数は少なかった（1897年のロシアによる調査、および1916年のドイツによる調査では、約 17–18 % という数字が出されている）が、リトアニア人にとってヴィリニュスはリトアニア大公国の歴史的首都でもあるため、彼らはヴィリニュスがポーランド人のものではなく自分たちのものであると信じていた。リトアニア当局は、住民の多くがリトアニア語を話さずポーランド人であると自認していたとしても、彼らはポーランド化（あるいはロシア化）されたリトアニア人であるのだと主張した。ユゼフ・ピウスツキ率いるポーランドはポーランド主導の連邦を作り、そこにポーランド人以外の民族が多く住む地域も含めようとした。他方でリトアニアはヴィリニュス地域を自国領土として完全に独立することを目指した。
このような状況から、ポーランド人の中にもポーランド近代国家建設に際して異なる意見が見られた。ロマン・ドモフスキ (Roman Dmowski) はポーランドをポーランド人の単一民族国家として構想し、ポーランド人以外の民族を漸次的に同化していくべきと主張した（ピアスト理念）のに対し、ユゼフ・ピウスツキは分割前のポーランドに住む諸民族から構成される連邦国家を目指した（ヤギェウォ理念）。どちらもヴィリニュスのポーランド人を新国家に組み込むこととしていた。ピウスツキはリトアニア大公国を連邦の州として再建しようとした。構想されていた州はリトアニア語を公用語とする西部リトアニア（州都：カウナス）、リトアニア語とポーランド語を公用語とする中部リトアニア（州都：ヴィルノ）、ベラルーシ語を公用語とする東部リトアニア（州都：ミンスク）、といった具合であった。現在のリトアニア史学では、このような構想は「歴史的現実とは乖離」した「ポーランド的リトアニア概念」であった、と位置づけられている。
最終的にピウスツキの計画はドモフスキ陣営およびリトアニア政府双方から反対されたため失敗に終わった。ドモフスキ陣営に属していたスタニスワフ・グラプスキ (Stanisław Grabski) はリガ平和条約締結に向けてソヴィエト連邦との交渉にあたっていたが、ここで新国境線の策定が議論された。グラプスキはポーランド領を極力小さく抑え、ポーランド人の割合が多く占める地域のみとするべきだと考えていたため、ポーランド人以外の民族が多く住むミンスクをポーランド領に組み込むことには否定的であった。

#### ポーランド・リトアニア戦争
第一次世界大戦が終わると、かつてのリトアニア大公国の領土はポーランド共和国、ベラルーシ人民共和国およびリトアニア共和国に分かれることとなった。終戦の翌年にはポーランド・ソビエト戦争が勃発し、2年間にわたって続いたため、ヴィリニュスの支配権もめまぐるしく変わっていった。1919年、赤軍がポーランドのリトアニア・ベラルーシ自衛軍を敗ったことによりヴィリニュスは一時的に赤軍に占領されたが、その後すぐにポーランド軍によってソヴィエト・ロシアは追いやられることになる。1920年、ヴィリニュスは再び赤軍によって占領された。7月12日、ソヴィエト・ロシアとリトアニア共和国のあいだで講和条約が結ばれ、ソヴィエトはリトアニアのヴィリニュスに対する主権を認め、ヴィリニュス地域をリトアニア側に引き渡すことに合意した。またリトアニアは、ソヴィエト・ロシアがポーランドとの紛争状態にあることを条件に、赤軍のリトアニア領内侵入に同意した。ソヴィエト赤軍はこの同意を利用し、同意のわずか2日後にヴィリニュスを占領した。8月、ヴィリニュスはリトアニアに返還された。8月26日、ポーランド軍とリトアニア軍がスヴァウキ周辺で衝突、ポーランド・リトアニア戦争に発展した。国際連盟が仲裁に乗り出し、スヴァウキに交渉の場を設けた。10月7日、ポーランドとリトアニアの間で合意文書が調印され、ヴィリニュスはリトアニア側に帰属することとなった。この合意は10月10日の12時に効力を発することとされていた。
ところが10月9日、ソヴィエト赤軍を追撃していたジェリゴフスキ (Lucjan Żeligowski) 将軍率いるポーランド軍第1リトアニア＝ベラルーシ歩兵師団が、現地のポーランド人とともにリトアニア軍を急襲し、ヴィリニュスから撤退させた。この行動は、イタリアのガブリエーレ・ダンヌンツィオが義勇軍を率いてフィウメ（現クロアチア領リエカ）を占領した事例を模範としていたと指摘される。ポーランド政府は、こうした行動はジェリゴフスキが単独で行ったものであり政府に責任はないと主張した。1923年8月にはジェリゴフスキ本人もこの攻撃は自身が直接指示したものであったと語っている。しかし実際のところ、ジェリゴフスキは、大ポーランド主義を掲げるユゼフ・ピウスツキの命令に従って行動していた。ピウスツキの考えによれば、リトアニアがポーランドとの連邦に加わればヴィリニュスをリトアニアに帰属させることも可能であったが、リトアニアの民族主義者らはこの連邦案を拒否した。ジェリゴフスキは占拠した地域を直接ポーランドに編入するのではなく、そこに新たな国家を作り上げることにした。それが中部リトアニア共和国である。
リトアニア政府はヴィリニュスから第二の都市であるカウナスへと移された。カウナス政府と中部リトアニアの紛争は数週間にわたって続けられたが、どちらも著しく優勢になることはなかった。国際連盟による調停の結果、11月29日、休戦協定が結ばれた。

### 中部リトアニアの建国
1920年10月12日、ジェリゴフスキは臨時政府を設置する旨を発表した。1921年1月7日の彼の布告により裁判所と警察が作られた。さらに1919年1月1日の時点で中部リトアニア地域に住んでいた住民、および1914年8月1日以前に5年以上住んでいた住民すべてに中部リトアニア共和国の市民権が与えられた。
国旗は、赤色を背景とし、ポーランドの象徴である白鷲とリトアニアの象徴であるヴィーティス（あるいはパゴーニャ、白馬にまたがる騎士）をあしらったものを採用した。国章は、ポーランドとリトアニアの象徴を組み合わせたもので、ポーランド・リトアニア共和国の国章に似ている。

### 調停

ポーランド・リトアニア国境の変遷（1919年–1939年）

和平交渉が国際連盟の後援を受けて行われた。1920年11月29日にポーランド、リトアニア両国によって和平交渉を行うことが決められ、1921年3月3日から話し合いが行われた。国際連盟はポーランドが提案した中部リトアニアでの住民投票の実施を支持した。両者による歩み寄りの結果「ハイマンズ・プラン」("Hymans' Plan") が提案された（この名前は国際連盟総会議長のポール・ハイマンズ (Paul Hymans) に由来する）。このプランは15の提案が含まれており、
- ポーランドとリトアニアは互いの独立を保証する。
- リトアニア人によるジェマイティヤ地方と多民族（ベラルーシ人、タタール人、ポーランド人、ユダヤ人およびリトアニア人）によるヴィリニュス地方の2つによって構成されるリトアニア連邦に、中部リトアニアを併合する。どちらの地方も独立した政府、議会、公用語を有し、連邦の首都はヴィリニュスとする[46]。
- リトアニア、ポーランド両政府は、外交、貿易、産業、地方政策などに関する国家間委員会を設置する。
- ポーランドとリトアニアは防衛同盟条約を締結する。
- ポーランドはリトアニアの港を利用することができる。

などといった内容を含むものであった。ポーランドは中部リトアニアからも代表団をブリュッセルに招待するよう要求したが、リトアニアがそれを拒否したため、和平交渉は中断された。

### ポーランドへの編入

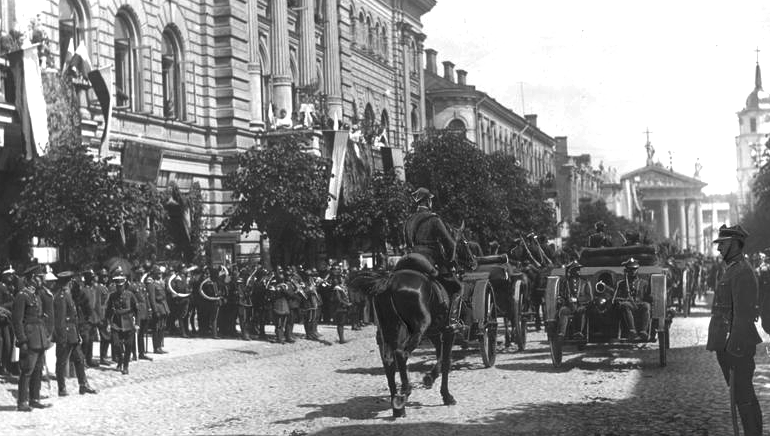
ヴィルノ地方（のちのヴィルノ県）編入の祝賀パレードの様子（1922年）

ブリュッセルでの和平交渉が失敗に終わると、中部リトアニアの緊張は高まっていった。他の民族からの支持を得るために、ポーランド人・リトアニア人の双方によって選挙向けのプロパガンダが展開された。ポーランド政府はまた、リトアニア語の新聞の発行停止や選挙妨害など様々な形で強引な政策に訴えた。選挙は行われたものの、リトアニア人とユダヤ人の大半、そしてベラルーシ人の一部は選挙をボイコットした。他方、ポーランド人は大半が投票を行った。
1922年3月22日、ポーランド議会（セイム）は中部リトアニアのポーランドへの編入を承認し、最終的には、新しく設置されたヴィルノ地方（のちのヴィルノ県）に編入された。

### 中部リトアニアの建国およびポーランドへの編入に対する反応
リトアニアは中部リトアニア議会選挙の結果もポーランドによる編入措置も認めず、ポーランドによる「占領」とみなした。首都機能をカウナスに移していたリトアニアは、その後もヴィリニュス地方を自国領土の一部として扱い、ヴィリニュスを憲法上の首都に規定した。そのため、ヴィルニュス問題は戦間期を通じて両国のあいだの領土問題であり続け、両国は1938年まで国交を樹立しなかった。後年、ポーランドの歴史家ヘンリク・ヴィスネルは、当時の両国は「戦争なき戦争」状態にあったと評している。
往時のリトアニア大公国の復活を理想として多民族共存を目指す郷土派は、ジェリゴフスキによるヴィルノ（ヴィリニュス）占領と中部リトアニアの建国をポーランド・ナショナリストによる暴挙とみなし、これを非難した。当時の郷土派の代表的人物としては、ミーコラス・ロメリス（ミハウ・リョメル）やヴィトルト・アブラモヴィチ、ルドヴィク・アブラモヴィチなどが挙げられる。このうちヴィトルトの立場はユゼフ・ピウスツキに近く、中部リトアニア政府の支持に回り、中部リトアニア政府の要職であるヴィルノ市副市長に座に就くこととなった。ロメリスはカウナスのリトアニア政権を選択した一方で、ルドヴィクは中部リトアニア下のヴィルノにとどまることを選んだ。

### その後
ポーランド語話者が多く住んでいたヴィルノ（ヴィリニュス）地方がポーランドに編入された結果、リトアニアにおけるポーランド人人口の割合は低くなった。1923年にリトアニア共和国で実施された国勢調査では、リトアニア（ヴィリニュス地方およびクライペダ地方を除く）の民族構成は以下のとおりだった。
- リトアニア人 — 1,701,863人（83.88 %）
- ユダヤ人 — 153,743人（7.58 %）
- ポーランド人 – 65,599人（3.23 %）
- ロシア人 — 50,460人（2.49 %）
- ドイツ人 — 29,231人（1.44 %）

1939年の独ソ不可侵条約締結とポーランド侵攻の結果、ヴィリニュス地域を含むポーランド東部はソ連に占領された。ソ連はリトアニアにヴィリニュスの返還を持ちかけ、10月10日に両国間でソ連リトアニア相互援助条約が調印され、ヴィリニュスとその周囲30kmの地域はリトアニアに編入された。また、中部リトアニアの別の地域はソ連下の白ロシア領となった。こうして首都ヴィリニュスを取り戻すことができたリトアニアであったが、1940年6月14日、リトアニアはソ連に最後通牒をつきつけられ、その後ソ連に編入されリトアニア・ソビエト社会主義共和国となった。その後、1990年にリトアニアが独立回復宣言を行い、その後ヴィリニュスがリトアニアの首都であることが国際的に承認されるようになった。

## リトアニアの独立をめぐる仮説
ポーランドの歴史学者によれば、もしポーランドがソヴィエトとの戦争に勝利していなければ、リトアニアはソヴィエトに侵攻されており、戦間期の独立はなかっただろうと考えられている。つまり、リトアニアは1920年にソヴィエトと平和条約を結んではいたが、その年の夏にはソヴィエトに侵攻、編入される寸前にまで至っており、そうした計画を狂わせたのがポーランドの勝利であった、とされる。この考えは満州国をソビエト連邦の拡大を食い止める防衛線と位置づけていた同時代の日本と酷似している。日本は中部リトアニア共和国をいちはやく承認している。